# Turner Broadcasting System
Turner Broadcasting System, Inc. a fost un conglomerat media și de televiziune american fondat de Ted Turner în 1965. Cu sediul în Atlanta, Georgia, a fuzionat cu Time Warner (mai târziu WarnerMedia) pe 10 octombrie 1996. Din aprilie 2022, toate activele sale sunt deținute acum de Warner Bros. Discovery (WBD). Sediul proprietăților lui Turner se află în mare parte la CNN Center în Downtown Atlanta, și campusul Turner Broadcasting din Techwood Drive din Midtown Atlanta, în care se află și Turner Studios. Unele din operațiunile sale s-au aflat înăuntrul sediului corporativ și global al WBD înăuntrul 30 Hudson Yards în districtul West Side din Manhattan, și la 230 Park Avenue South în Midtown Manhattan, ambele respectiv în New York City.
Turner a fost cunoscut pentru o mulțime de inovații de pionieriat în televiziunea de multicanale din SUA, inclusiv legătura în sus prin satelit a stației independente din Atlanta WTCG canalul 17 ca TBS—unul dintre primele "superstații" naționale, și înființarea Cable News Network (CNN)—primul canal de știri de 24 de ore. A lansat mai târziu un canal soră prin cablu, TNT, promovatorul de lupte de wrestling World Championship Wrestling (WCW), canalul concentrat pe animație Cartoon Network (care mai târziu a dat naștere la o rețea soră de noapte destinat adulților Adult Swim și canalul de desene animate clasice Boomerang), și canalul de filme clasice Turner Classic Movies (TCM). Turner South—un canal devotat către programe de sporturi regionale și stilul de viață din Sudul Statelor Unite—a fost lansat de Turner în 1999, dar a fost vândut mai târziu la Fox Sports Networks în 2006 să formeze SportSouth. În același an, a achiziționat acțiunile lui Liberty Media în parteneriatul lor Court TV. Activele WCW au fost vândute mai târziu la World Wrestling Federation (WWF, acum WWE) în 2001.
Pe 14 iunie 2018, Time Warner, inclusiv Turner Broadcasting System, a fost achiziționat de gigantul de telecomunicații AT&T și redenumit WarnerMedia. După achiziție, "Turner" a fost eliminat treptat ca o marcă corporativă, iar pe 4 martie 2019, proprietățile sale au fost dispersate fie în WarnerMedia Entertainment (TBS, TNT, și TruTV), WarnerMedia News & Sports (CNN, Turner Sports, și AT&T SportsNet), sau aduse direct sub Warner Bros. (Cartoon Network, Adult Swim, și Turner Classic Movies). Pe 10 august 2020, activele WarnerMedia Entertainment și Warner Bros. Entertainment au fost fuzionate să formeze WarnerMedia Studios & Networks Group.
Din 2020, AT&T a raportat rezultatele financiare ale canalelor prin cablu susținute de reclame ale WarnerMedia sub unitatea de afaceri Turner, în timp ce a folosit de asemenea termenul "the TNets" referindu-se la grupul de canale TBS, TNT, și TruTV în citate de presă. Pe 8 aprilie 2022, WarnerMedia a fuzionat cu Discovery, Inc. să formeze Warner Bros. Discovery, și aproape toate din canalele prin cabluri susținute de reclame ale ambelor companii au fost aduse sub unitatea Warner Bros. Discovery U.S. Networks.

## Sediu și locații
- Sediul principal: CNN Center, Atlanta, Georgia
- Campusul Techwood Drive, Midtown Atlanta
- 30 Hudson Yards, Manhattan, New York City
- 230 Park Avenue South, Midtown Manhattan, New York City

## Canale și branduri notabile
- TBS
- TNT
- TruTV
- Cable News Network
- Cartoon Network
- Adult Swim
- Boomerang
- Turner Classic Movies
- Turner Sports
- Turner International

## Istoric
Pe 10 octombrie 1996, Turner a fuzionat cu Time Warner, o companie formată în 1990 prin fuziunea dintre Time Inc. și Warner Communications. Prin această fuziune, Warner Bros. și-a recâștigat drepturile la biblioteca sa de filme anterioară anului 1950, în timp ce Turner a obținut acces la biblioteca și alte proprietăți ale companiei după 1950.